# اتجاه زاوي

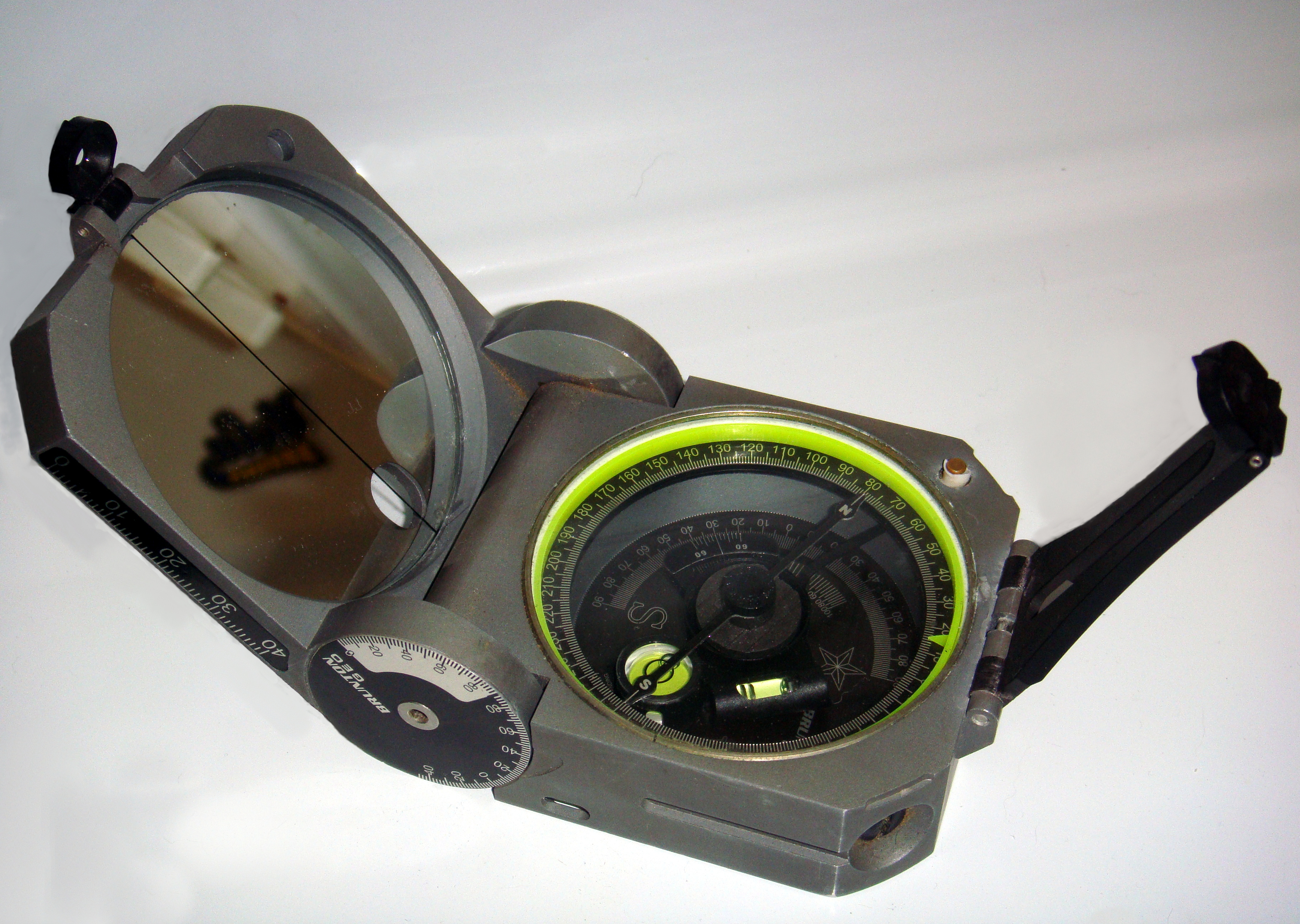
بوصلة برنتون (Brunton) المعيارية، يستخدمها عادةً الجيولوجيين والمَسَّاحِين للحصول على الاتجاه الزاوي

في الملاحة، الاتجاه الزاوي هو الزاوية الأفقية بين اتجاه كائن والشمال أو كائن آخر. يمكن تحديد قيمة الزاوية بوحدات زاوية مختلفة، مثل الدرجات أو الميلي راديان أو الغراد. أكثر تحديدا:
- يشير الاتجاه الزاوي المطلق إلى الزاوية المحصورة بين الشمال المغناطيسي أو الشمال الحقيقي والكائن. على سبيل المثال، الكائن الذي يقع في الشرق يكون له اتجاه زاوي مطلق قدره 90 درجة. وبالتالي، فهو نفسه السمت.[2]
- يشير الاتجاه الزاوي النسبي إلى الزاوية المحصورة بين الاتجاه الأمامي للمركبة (الوجهة) وموقع كائن آخر. على سبيل المثال، سيكون اتجاه زاوي لكائن لكائن قيمته 0 درجة أمامه مباشرة ؛ واتجاه زاوي نسبي لكائن قيمته 180 درجة سيكون خلفه.[3] يمكن قياس الاتجاهات الزاوية بالميلي راديان أو النقاط أو الدرجات. وبالتالي، فهو نفسه فرق السمت.

بدلاً من ذلك، يحدد الجيش الأمريكي الاتجاه الزاوي من النقطة A إلى النقطة B على أنه أصغر زاوية بين نصف المستقيم AB وإما الشمال أو الجنوب، أيهما أقرب. يُعَبَّر عن الاتجاه بدلالة حرفين ورقم واحد: أولاً ، يكون الحرف إما N أو S؛ التالي هو القيمة العددية للزاوية؛ ثالثًا ، الحرف الذي يمثل الاتجاه العمودي، إما E أو W. ستكون قيمة الاتجاه الزاوي دائمًا أقل من 90 درجة.  على سبيل المثال، إذا كانت النقطة B تقع بالضبط جنوب شرق النقطة A ، فإن الاتجاه الزاوي من النقطة A إلى النقطة B هو "S 45 °E".  على سبيل المثال، إذا كان الاتجاه الزاوي بين النقطة A والنقطة B هو S 45 °E، فإن السمت بين النقطة A والنقطة B هو 135 درجة. 

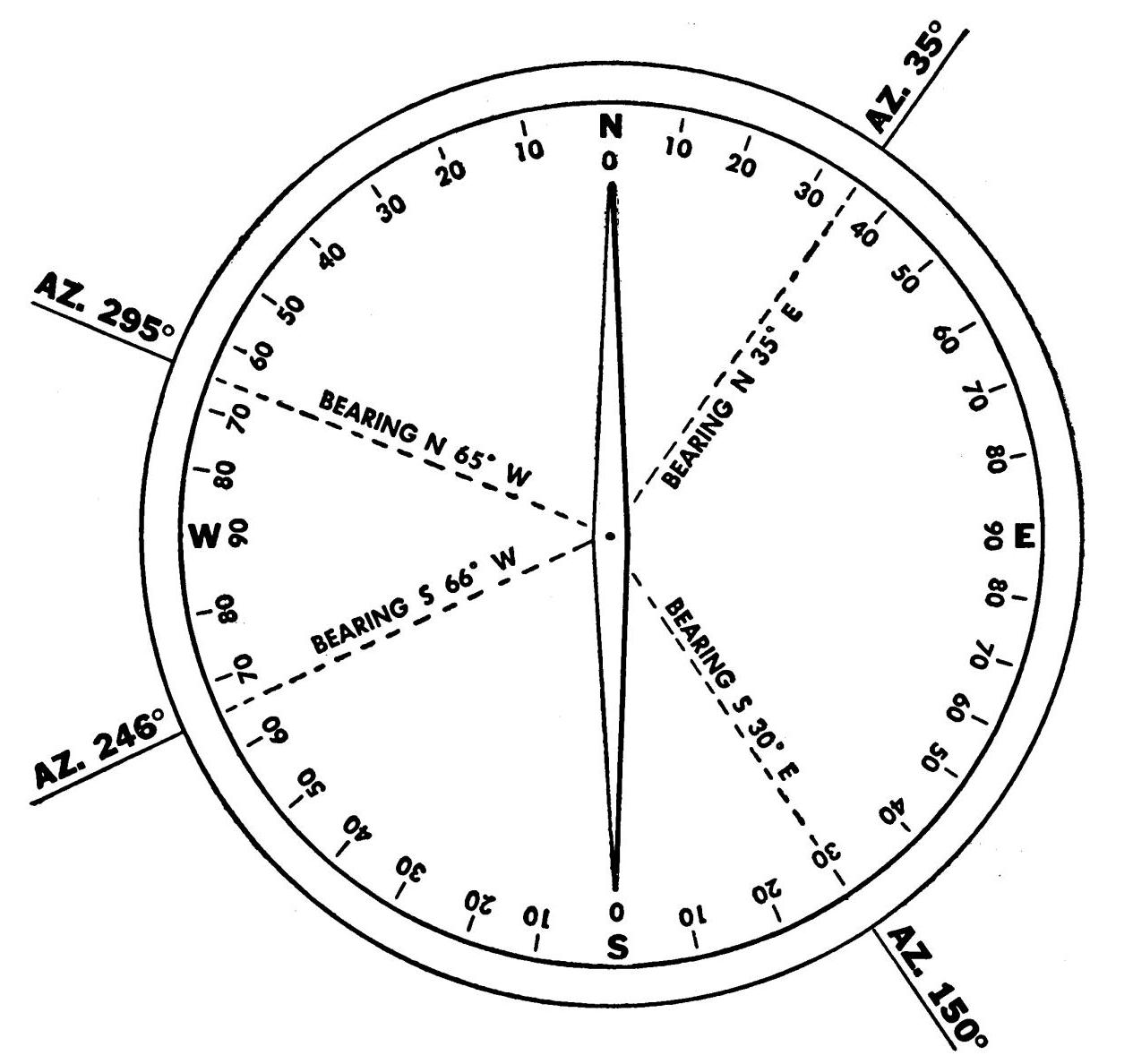
السُمُوت والاتجاهات الزاوية.